# Last Patrol
Last Patrol è il nono album in studio del gruppo rock statunitense Monster Magnet, pubblicato nel 2013.

## Tracce
1. I Live Behind the Clouds – 4:25
2. Last Patrol – 9:23
3. Three Kingfishers (Donovan cover) – 4:33
4. Paradise – 4:31
5. Hallelujah – 4:13
6. Mindless Ones – 5:30
7. The Duke of Supernature – 4:59
8. End of Time – 7:45
9. Stay Tuned – 5:54
10. Strobe Light Beatdown (Bonus Track) – 4:26
11. One Dead Moon (Bonus Track) – 5:19

## Formazione
- Dave Wyndorf - chitarra, voce, tastiere
- Philip Caivano - chitarra, basso
- Bob Pantella - batteria, percussioni
- Garrett Sweeny - chitarra